# Тайга півночі Канадського щита
Тайга півночі Канадського щита (ідентифікатор WWF: NA0612) — неарктичний екорегіон тайги, розташований на півночі Центральної Канади.

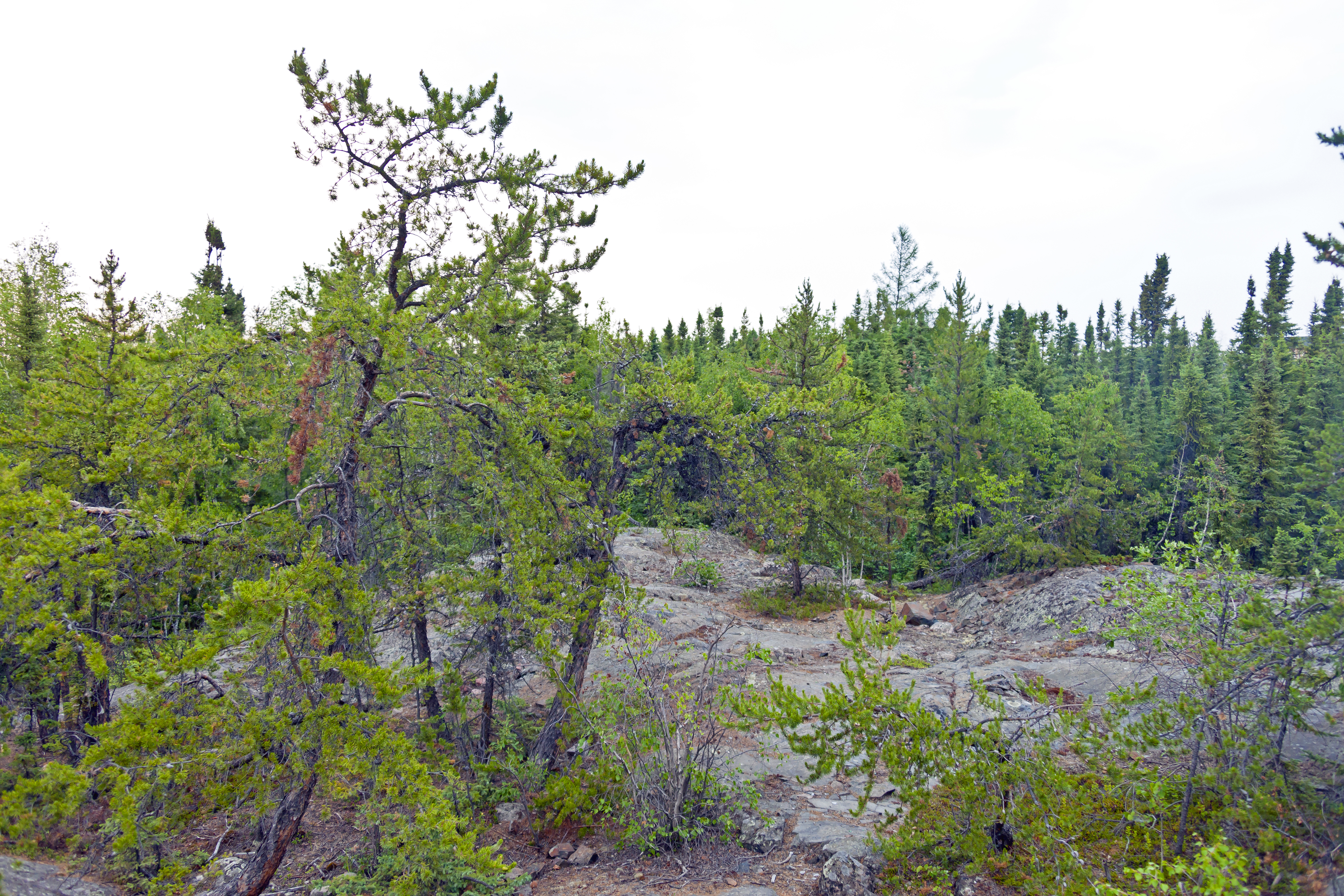
Тайга в околицях міста Єллоунайф

## Географія
Екорегіон тайги півночі Канадського щита охоплює схід Північно-Західних територій, південь Нунавуту, крайній північний схід Альберти та північні райони Саскачевану і Манітоби. Він простягається від озера Атабаска, Великого Невільничого озера і східного узбережжя Великого Ведмежого озера на схід до Гудзонової затоки, ледь не доходячи до її узбережжя. 
Рельєф регіону представлений рівнинами, висота яких коливається від 200 до 500 м над рівнем моря. З геологічної точки зору основу регіону складають докембрійські метаморфічні та магматичні породи Канадського щита. В часи останнього льодовикового періоду територія екорегіону була вкрита льодовиковим щитом, який залишив тут численні озера, ескери та інші льодовикові форми рельєфу. 
На півночі екорегіон переходить у приполярну тундру Канади, на заході — у тайгу Північно-Західних територій, на півдні — у ліси бореальних рівнин Центральної Канади та у ліси середнього заходу Канадського щита, а на сході — у тайгу півдня Гудзонової затоки.

## Клімат
В межах екорегіону переважає субарктичний клімат (Dfc за класифікацією кліматів Кеппена), який характеризується коротким прохолодним літом та довгою холодною зимою. Середньорічна температура в екорегіоні коливається від -8 °C до -5 °C, середня зимова температура — від -24,5 °C до -21,5 °C, а середня літня температура — від 8 °C до 11 °C. Місто Єллоунайф, столиця Північно-Західних територій, що розташована на північному березі Великого Невільничого озера, має найнижчу середньорічну температуру серед усіх великих міст Канади — -5 °C. Середньорічна кількість опадів в екорегіоні коливається від 200 до 400 мм. Подекуди в регіоні трапляється багаторічна мерзлота.

## Флора
Рослинний покрив екорегіону представлений відкритими, дуже невисокими насадженнями лісотундри та більш густою тайгою. В лісах регіону переважають чорні ялини (Picea mariana) та американські модрини (Larix laricina), а в підліску — чагарники з родини вересових (Ericaceae), кущі карликової берези (Betula nana) та пухівки (Eriophorum spp.), а також різноманітні лишайники та мохи. На більш сухих, добре дренованих ділянках, зустрічаються відкриті насадження сизої ялини (Picea glauca), а на погано дренованих ділянках — купини осоки (Carex spp.) і пухівки (Eriophorum spp.), сфагнум (Sphagnum spp.) та інші мохи.
На височинах в околицях озера Тазін, розташованого в Саскачевані, на південному заході екорегіону, зустрічаються відносно високі та густі насадження американської осики (Populus tremuloides) та бальзамистої тополі (Populus balsamifera). Важливим фактором, що впливає на рослинність екорегіону, є пожежі, які можуть охоплювати до кількох десятків тисяч гектарів. У сукцесійних лісах, що виростають на місці нещодавніх пожеж, домінують сизі ялини (Picea glauca), бальзамисті ялиці (Abies balsamea) та чорні ялини (Picea mariana). На півдні екорегіону зустрічаються сосни Банкса (Pinus banksiana),  серотинові шишки яких розкриваються від тепла вогню.

## Фауна
Серед поширених в екорегіоні ссавців слід відзначити гризлі (Ursus arctos horribilis), барибала (Ursus americanus), західного лося (Alces alces andersoni), тундрового карибу (Rangifer tarandus groenlandicus), канадського вовка (Canis lupus occidentalis), звичайну лисицю (Vulpes vulpes), песця (Vulpes lagopus), канадську рись (Lynx canadensis), звичайну росомаху (Gulo gulo), американську куницю (Martes americana), американського горностая (Mustela richardsonii), американського зайця (Lepus americanus), червону вивірку (Tamiasciurus hudsonicus), канадського голкошерста (Erethizon dorsatum), арктичного ховраха (Urocitellus parryii), канадського лемінга (Lemmus trimucronatus) та північну рудобоку норицю (Clethrionomys rutilus). На берегах річок поширені канадські бобри (Castor canadensis), канадські видри (Lontra canadensis), річкові візони (Neogale vison) та болотяні ондатри (Ondatra zibethicus).
Серед поширених в екорегіоні птахів слід відзначити білу куріпку (Lagopus lagopus), тундрову куріпку (Lagopus muta), канадську дикушу (Canachites canadensis), сапсана (Falco peregrinus), скопу (Pandion haliaetus), віргінського пугача (Bubo virginianus), канадського журавля (Antigone canadensis), звичайного крука (Corvus corax), канадську кукшу (Perisoreus canadensis), північного сорокопуда (Lanius borealis), вільхового піві-малюка (Empidonax alnorum), канадську гаїчку (Poecile hudsonicus), болотяну пасовку (Melospiza georgiana), північного бруанта (Zonotrichia querula), північного трупіальця (Euphagus carolinus), світлобрового червоїда (Leiothlypis peregrina) та звичайну чечітку (Acanthis flammea).
На берегах Великого Невільничого озера, найглибшого озера Північної Америки, зустрічається дев'ять видів колоніальних водоплавних птахів — каліфорнійські мартини (Larus californicus), американські мартини (Larus smithsonianus), річкові крячки (Sterna hirundo), аляскинські мартини (Larus brachyrhynchus), полярні крячки (Sterna paradisaea), делаверські мартини (Larus delawarensis), каспійські крячки (Hydroprogne caspia), короткохвості поморники (Stercorarius parasiticus) та канадські мартини (Chroicocephalus philadelphia) (у порядку зменшення чисельності), а на навколишніх болотах — чорні крячки (Chlidonias niger). Велике Невільниче озеро є єдиним місцем у Північній Америці, де ці десять видів зустрічаються разом.

## Збереження
Оцінка 2017 року показала, що 33 263 км², або 5 % екорегіону, є заповідними територіями. Природоохоронні території включають: Національний парк лісових бізонів, найбільший національний парк Канади та другий за площею національний парк у світі, а також Національний парк Тейден-Нене, Природний заповідник Телон, Екологічний заповідник озера Баральзон, Провінційний парк річки Карибу, Провінційний парк озера Нумайкоос, Провінційний парк Фідлер-Грейвіллоу та Провінційний парк озер Сенд.